# Persoonia terminalis
Persoonia terminalis — це рідкісний кущ родини Proteaceae. Росте на кислотних, добре дренованих ґрунтах субтропічних лісів на півночі Нового Південного Уельсу та півдні Квінсленду у східній частині Австралії. Досягає 1,5 м (5 футів) у висоту, має прямий чи розкидистий габітус. Квітки жовті, цвіте літом (із грудня по січень). За довжиною листка виділяють два підвиди.

## Таксономія
Persoonia terminalis був вперше описаний Лоуренсом Джонсоном (англ. Lawrence Alexander Sidney Johnson) із Королівського ботанічного саду Сіднея у виданні 1981 року «Флора Нового Південного Уельсу» (англ. Flora of New South Wales) як особливий підвид Persoonia nutans; цей вид включав багато форм, які пізніше було перекласифіковано як окремі види. Тревор Дональд Стенлі (англ. Trevor Donald Stanley) та Естель М. Росс (англ. Estelle M. Ross), ботаніки із Квінсленду, визначили у своїй роботі «Флора Південно-східного Квінсленду» (англ. Flora of South-east Queensland), виданій 1986 року, що це — підвид Persoonia oxycoccoides, хоча й вважали, що це може бути окремий вид. Джонсон та його колега Пітер Вестон (англ. Peter Weston), після повторного дослідження, дійшли до висновку, що існує декілька окремих видів і Persoonia terminalis був описаний як окремий вид 1991 року. Типовий зразок було знайдено Венстоном та Пітером Річардсом (англ. Peter Richards) за 3,4 км південніше від села Торрінгтон на дорозі Торрінгтон—Еммавіль і він зараз зберігається у Національному гербарії Нового Південного Уельсу. Рід Persoonia було названо на честь південноафриканського ботаніка Христіана Хендріка Персона (англ. Christiaan Hendrik Persoon) (1761—1836, міжнародне наукове скорочення імені автора: Pers.) в 1798 році. Дескриптор виду terminalis було обрано через суцвіття, які у цього виду розміщені на кінчиках гілок.
У межах роду це класифікується як група Lanceolata, яка складається із 58 близькоспоріднених видів зі схожими квітами, але дуже відмінними листками. Ці види часто схрещуються один із одним. P. terminalis схрещувалася із P. cornifolia та P. sericea.
Виділяють два підвиди: P. terminalis підвид recurva має коротше, більше вигнуте листя, максимальна довжина якого становить 0,75 см, тоді як P. terminalis підвид terminalis має довше, рівніше листя, максимальна довжина — 1 см. Перший підвид зустрічається від містечка Варіальда у північній частині штату Новий Південний Уельс до Квінсленду і йому присвоєно рейтинг 3R, відповідно до списку ROTAP; останній підвид зустрічається тільки в околицях села Торрінгтон і його рейтинг визначено як 2R на ROTAP. Обидва підвиди зустрічаються у національному заповіднику «Річка Северн».

## Опис
Persoonia terminalis досягає у висоту від 0,7 м до 1,5 м, має прямий чи розкидистий габітус. Гладенька кора, хоча молоді рослини вкриті пушком. Невеликі вузькі листки у ширину мають від 1,2 мм до 2,0 мм, у довжину — від 3,5 мм до 10 мм, з опуклою верхньою поверхнею та краями, які загнуті вниз. Початково злегка пухнасті чи гладенькі, листки є забарвлені однотонно. Листки цупкіші, ніж в інших представників роду.

## Примытки
1. 1 2  Weston, P.H. (2002). Harding, G.J. (ред.). Flora of New South Wales. Т. 2. UNSW Press. ISBN 9780868406091. Архів оригіналу за 29 травня 2016. Процитовано 1 листопада 2015.
2. 1 2 3  Holotype of Persoonia terminalis L.A.S.Johnson & P.H.Weston [family PROTEACEAE]. Global Plants; JSTOR. Архів оригіналу за 22 грудня 2015. Процитовано 1 листопада 2015.
3. 1 2 3  Weston, Peter H.; Johnson, Lawrence Alexander Sydney (1991). Taxonomic changes in Persoonia (Proteaceae) in New South Wales. Telopea. 4 (2): 369-406 [281-83]. Архів оригіналу за 17 листопада 2015. Процитовано 2 листопада 2015.
4. 1 2  Persoonia terminalis L.A.S.Johnson & P.H.Weston. Flora of Australia Online. Департамент із охорони навколишнього середовища та спадщини, Уряд Австралії.
5. ↑  Persoonia chamaepitys. anbg.gov.au. Архів оригіналу за 18 листопада 2015. Процитовано 2 листопада 2015.
6. ↑  Weston, Peter H. (2003). Proteaceae subfamily Persoonioideae: Botany of the Geebungs, Snottygobbles and their Relatives. Australian Plants. 22 (175): 62–78 [70]. ISSN 0005-0008.
7. 1 2  New South Wales Flora Online: Persoonia terminalis  by P.H. Weston, Royal Botanic Gardens & Domain Trust, Sydney, Australia.
8. 1 2  Walters, Brian (February 2010). Threatened Flora Lists. ANPSA website. Australian Native Plants Society (Australia). Архів оригіналу за 19 листопада 2015. Процитовано 2 листопада 2015. [Архівовано 2015-11-19 у Wayback Machine.]
9. 1 2  PlantNET – FloraOnline. nsw.gov.au. Архів оригіналу за 19 листопада 2015. Процитовано 1 листопада 2015.
10. ↑  Hunter, J.T.; Clarke, P.J. (1998). The Vegetation of Granitic Outcrop Communities on the New England Batholith of Eastern Australia (PDF). Cunninghamia. 5 (3): 547-618 [594]. Архів оригіналу (PDF) за 24 червня 2014. Процитовано 3 листопада 2015. [Архівовано 2014-06-24 у wayback.archive-it.org]